# Kyle Stolk
Kyle Stolk (Edenvale, 28 giugno 1996) è un ex nuotatore sudafricano naturalizzato olandese.

## Carriera
Ha fatto parte della staffetta 4x100m sl misti che ha vinto la medaglia d'argento nel campionato mondiale di Budapest 2017.

## Palmarès
- Mondiali

Kazan 2015: argento nella 4x100m sl mista.
Budapest 2017: argento nella 4x100m sl mista.
- Europei

Londra 2016: oro nella 4x200m sl e nella 4x100m sl mista.
Glasgow 2018: argento nella 4x100m sl mista.
- Europei in vasca corta:

Copenaghen 2017: oro nella 4x50m sl mista e bronzo nei 100m misti.
- Olimpiadi giovanili

Nanchino 2014: argento nei 200m sl.
- Europei giovanili

Poznan 2013: argento nei 100m sl.
Dordrecht 2014: oro nei 200m sl e bronzo nella 4x100m sl mista.